# Städtisches Mataré-Gymnasium Meerbusch
Das Städtische Mataré-Gymnasium.Europaschule Meerbusch ist ein Gymnasium in Meerbusch-Büderich im Rhein-Kreis Neuss, das von knapp 1000 Schülern besucht wird.

## Geschichte
Die Schule ist benannt nach dem 1965 gestorbenen Künstler Ewald Mataré, der viele Jahre bis zu seinem Tod in Büderich gelebt und gewirkt hatte. Das Logo der Schule ist das Zueinander-Motiv aus dem Jahre 1953, das Mataré für Farbholzschnitte, Bronzereliefs und in der Dankesplakette für die Dankspende des deutschen Volkes verwendete.
Die Schule nahm 1968 als „Kreisgymnasium im Entstehenden Büderich“ den Unterrichtsbetrieb auf in provisorischen Räumen im Marienheim an der Necklenbroicher Straße. Einige Jahre später erhielt sie ihren heutigen Namen. 1974 erfolgte der Umzug in das auf einer ehemaligen Mülldeponie neu errichtete Gebäude. Seit 1986 gibt es ab der Mittelstufe bilingualen Unterricht in den gesellschaftswissenschaftlichen Fächern Erdkunde, Geschichte und Politik.

## Schulleiter
- 1968–1985: Wolfgang Gewaltig (1935–2010)
- 1985–1997: Andreas Heumann (* 1933)
- 1997–2014: Jörg Winterwerb (* 1947)
- seit 2014: Christian Dölls (* 1971)

## Fachlicher Schwerpunkt
Der besondere Schwerpunkt des Gymnasiums liegt auf dem zweisprachigen Unterricht: Schüler im deutsch-englischen Zweig erhalten einen intensiveren Englischunterricht in der Orientierungsstufe. In der Mittel- und Oberstufe werden die gesellschaftswissenschaftlichen Fächer Erdkunde, Geschichte und Politik in englischer Sprache unterrichtet. Das Mataré-Gymnasium bot als erste Schule Nordrhein-Westfalens das Fach Geschichte zweisprachig auch im Abitur an. Am 9. Mai 2006 feierte das Mataré-Gymnasium das 20-jährige Bestehen des zweisprachigen Sprachzweiges.
Seit dem Schuljahr 2009/2010 ist die Schule eine Europaschule, was durch Projekte wie den Schüleraustausch, Auslandspraktika, Möglichkeit der Weiterbildung für Fremdsprachenkorrespondenten des King’s College London und Teilnahmen an Konferenzen der „Model United Nations“ ermöglicht wurde.

## Außerunterrichtliche Aktivitäten
- Unterstützung des Hilfsfonds der Partnerschule, der deutschen Schule in Guatemala mit Geld, welches mehrmals jährlich durch Veranstaltungen gewonnen wird.
- Literaturaufführungen der Q1

### Arbeitsgemeinschaften

#### Kunstgattungen
- Schulchor (Unterstufenchor, Mittelstufenchor, Oberstufenchor, Exzellenzchor, Eltern- und Lehrerchor etc.)
- Instrumental-AG

#### Sprachen und Kultur
- DELF/DALF-AG (französisches Sprachzertifikat)
- DELE-AG (spanisches Sprachzertifikat)
- EP-Botschafter-AG
- Erasmus+-AG (findet gelegentlich statt)
- Model United Nations
- Anti-Rassismus AG (Schule ohne Rassismus – Schule mit Courage)

#### Sport
- Mädchenfußball
- Golf

#### Naturwissenschaften und co.
- Jugend forscht
- Schach-AG
- Garten AG

#### Schulgemeinschaft/Sonstiges
- Erste-Hilfe AG
- Sanitäterdienst (gebildet durch ausgebildete Schülern der Erste-Hilfe AG)

## Veranstaltungen
Über das Jahr verteilt finden zahlreiche Veranstaltungen am Mataré-Gymnasium statt:
- Der früher regelmäßig im Januar stattfindende Winterball der Stufe 13 (früher Stufe 12) wurde seit Januar 2006 durch alljährlich stattfindende Aufführungen mit wechselnden Namen (oft „Abend mit Spaß“) ersetzt. Hierbei handelt es sich um eine Abendveranstaltung der Abiturienten mit unterschiedlichen Angeboten von Sketchen und Sanges-/Musikeinlagen der Schüler bzw. Lokalbands bis hin zu Tanzaufführungen der örtlichen Tanzschulen. In der Regel wird der Gewinn dieses Abends im Nachhinein zur Organisation und Umsetzung des Abiballs der ausrichtenden Abiturienten benutzt.
- Zu Karneval finden mehrere Feiern im Mataré-Gymnasium statt. Die Saison wird eröffnet mit einer kleinen „Fete“ am 11. 11. um 11:11 Uhr; auch an Altweiber wird zu diesem Zeitpunkt der Unterricht durch Musik und „jecke Tön“ unterbrochen. In den Pausen feiern dann die Schüler dadurch.
- Um die Osterzeit wird jedes Jahr ein Schüleraustausch mit Jugendlichen aus der Partnerstadt von Meerbusch in Frankreich, Fouesnant, organisiert.
- Über den Sommer verteilt gibt es mehrere Veranstaltungen am Mataré-Gymnasium, darunter der Sommerlauf im Meererbuscher Wald, das Sommerfest sowie den Bücherflohmarkt zum Erwerb und Verkauf alter Schulbücher, aber auch sonstiger Literatur von Schülern. Hinzufügend findet jedes Jahr im Juni einen „Sommerkonzert“ statt. Dies wird von den Chorklassen, Chor-AG und Instrumental AG organisiert.
- Jedes Jahr wird vom Mataré-Gymnasium ein großer Weihnachtsbasar organisiert. Mit dem Erlös dieser und anderer Veranstaltungen unterstützt das Mataré seine Partner-Schule in Guatemala. Zur weiteren Unterstützung der Partnerschule wurde die Lesenacht ins Leben gerufen, bei der die Schüler aus Büchern vorlesen und durch Sponsoren Geld pro gelesener Seite erhalten.

## Berühmte Lehrer und Schüler des Gymnasiums

### Schüler/Schülerinnen
- Laurens Halfmann (* 1999), deutscher Hockey-Nationalspieler
- Quentin Halfmann (* 2002), deutscher Hockey-Nationalspieler
- Dirk Hanschel (* 1969), deutscher Jurist und Hochschullehrer
- Florian Monheim (* 1963), deutscher Architekturfotograf
- Franjo Pooth (* 1969), deutscher Unternehmer
- Marie-Agnes Strack-Zimmermann (* 1958), deutsche Politikerin (FDP), Bundestagsabgeordnete